# Steven Zalewski
Steven Zalewski (ur. 20 sierpnia 1986 w New Hartford, Nowy Jork) – amerykański hokeista pochodzenia polskiego.
Jego bracia Richard (ur. 1985) i Michael (ur. 1992), oraz siostra Annika także zostali hokeistami.

## Kariera
- New Hampton School (2002-2003)
- Northwood School Prep (2003-2004)
- Clarkson University (2004-2008)
- Worcester Sharks (2008-2011)
  -  San Jose Sharks (2009)
- Albany Devils (2011-2013)
  -  New Jersey Devils (2012)
- Lukko (2013-2014)
- Ilves (2014-2015)
- Straubing Tigers (2015-2018)

W drafcie NHL z 2004 został wybrany przez San Jose Sharks. Od tego czasu przez cztery sezony występował w akademickiej lidze amerykańskiej NCAA w barwach drużyny uczelni Clarkson University w Potsdam. Od 2008 grał głównie w zespole farmerskim, San Jose Sharks, w lidze AHL, a po transferze New Jersey Devils w lutym 2011 i podpisaniu dwuletniego kontraktu, w afiliacji AHL tego klubu. W elitarnych rozgrywkach NHL rozegrał do 2013 10 meczów. W lipcu tego roku wyjechał do Europy i został zawodnikiem klubu Lukko w rozgrywkach Liiga. W barwach Lukko rozegrał sezon Liiga (2013/2014), a wówczas zawodnikiem tej drużyny był inny Amerykanin Polskiego pochodzenia, Ryan Zapolski. Następnie negatywnie przeszedł testy w klubie Utica Comets na przełomie września/października 2014. Pod koniec października 2014 ponownie wyjechał do Finlandii i został zawodnikiem klubu Ilves. Od czerwca 2015 zawodnik niemieckiego klubu Straubing Tigers. W lutym 2016 przedłużył kontrakt o rok. Odszedł z klubu w marcu 2018.

## Sukcesy
Klubowe
- Mistrzostwo NCAA (ECAC): 2007 z Clarkson University
- Emile Francis Trophy: 2010 z Worcester Sharks
- Brązowy medal mistrzostw Finlandii: 2014 z Lukko

Indywidualne
- Sezon NCAA (ECAC) 2007/2008:
  - Pierwszy skład gwiazd